# Korthalsia
Korthalsia ist eine Pflanzengattung innerhalb der Familie der Palmengewächse (Arecaceae). Die etwa 27 Arten sind von Indochina bis Malesien verbreitet.

## Beschreibung

### Erscheinungsbild
Korthalsia-Arten sind mehrstämmige, hoch kletternde Rattanpalmen, die sich verzweigen. Der Stamm ist häufig mit der inneren Epidermis der Blattscheiden besetzt. Die Internodien sind lang, die Knotennarben sind oft uneben. Die Verzweigung erfolgt dichotom.

### Blätter
Die Blätter gefiedert und besitzen am Ende eine Ranke. Die Blattscheide ist röhrig, unbewehrt und bewehrt, sowie reichlich mit Schuppen und Haaren besetzt. Die Ochrea ist immer deutlich ausgeprägt, entweder eng anliegend oder zu einem losen trichterförmigen Fasernetz erweitert. Das Ende der Ochrea ist immer deutlich geschwollen und bilden ein Ameisennest. Ein Blattstiel kann vorhanden sein oder fehlen. Die Rhachis und die Ranke sind mit rückwärts gerichteten Dornen besetzt. Die relativ wenigen Fiederblättchen sind einfach gefaltet, lanzettlich oder rhombisch und am Vorderende ausgerissen. Ihre Unterseite ist häufig weiß behaart.

### Blütenstände
Die Pflanzenexemplare blühen nur einmal (hapaxanth). Die Blütenstände werden zeitgleich in den Achseln der distalsten, häufig reduzierten Blätter gebildet. Meist sind sie ein- oder zweifach verzweigt. Der Blütenstandsstiel ist teilweise mit dem Stamm verwachsen. Das Vorblatt ist zweikielig, eng anliegend und meist in der Blattscheide des Tragblatts des Blütenstands verborgen. Die Blütenstandsachse ist wesentlich länger als der -stiel. Die Hochblätter an der Blütenstandsachse sind röhrig, eng anliegend und kaum oder nicht bewehrt, jedoch dicht behaart. Die Hochblätter an den Seitenachsen erster Ordnung sind ähnlich. Die blütentragenden Achsen (Rachillae) stehen meist entfernt, sind zylindrisch und kätzchenartig. Sie tragen einige wenige leere basale Hochblätter und eine enge Spirale von imbricaten Hochblättern, die seitlich miteinander verwachsen sind. Selten stehen sie entfernt, dann bildet jedes Hochblatt eine Grube. Die Blüten stehen einzeln.

### Blüten
Die Blüten sind, für Palmen eher selten, zwittrig. Sie sind proterandrisch. Der Kelch ist im unteren Bereich röhrig und endet in drei KelchlLappen. Die Krone ist ebenfalls röhrig mit drei Kronlappen. Die sechs bis neun Staubblätter stehen an der Mündung der Kronröhre. Der Fruchtknoten ist dreifächrig, rundlich und mit Schuppen besetzt. Der Griffel ist konisch oder schmal-pyramidisch mit drei Narbenlinien. Die Samenanlagen sitzen basal und sind anatrop.
Der Pollen ist kugelig. Die Keimöffnungen sind entweder äquatorial diporat oder meridional zonasulcat. Ihre längste Achse misst 25 bis 60 Mikrometer.

### Früchte und Samen
Die Frucht ist kugelig bis eiförmig und birgt einen Samen. Das Exokarp ist mit senkrechten Reihen nach hinten weisenden, imbricaten Schuppen besetzt und ist dünn, fleischig sowie süß. Ein Endokarp ist nicht ausdifferenziert. Der Samen sitzt basal, die Samenschale ist dünn, nicht fleischig. Das Endosperm ist homogen oder ruminat und hat eine auffällige Grube.

### Chromosomensätze
Die Chromosomenzahl beträgt 2n = 32.

## Ökologie
Mehrere Korthalsia-Arten, die eine aufgeblasene Ochrea besitzen, leben in enger Verbindung mit Ameisen. Die Ameisen halten auf jungem Gewebe im Inneren der Ochrea Blattläuse, alte trockene Ochreas werden als Brutkammer benutzt. Auf einigen Arten, wie Korthalsia robusta und Korthalsia hispida, geben die Ameisen Alarmsignale, indem sie ihre Mandibeln auf die trockene Ochrea schlagen. Die Bedeutung der Ameisen-Rattan-Beziehung ist nicht eindeutig geklärt, sie dürfte aber auf einer Verteidigung der Pflanzen gegen Herbivore liegen.
An den Blüten von Korthalsia laciniosa wurden Bienen beobachtet. Die Früchte mehrerer Arten werden von Nashornvögeln der Art Anthracoceros convexus gefressen.

## Vorkommen
Die Korthalsia-Arten kommen von Indochina bis Malesien vor. Der Verbreitungsschwerpunkt liegt in den perhumiden Gebieten des Sunda-Schelfs. Das Gesamtareal reicht im Norden bis Indochina, Burma und die Andamanen, im Südosten bis Celebes und Neuguinea.
Die Korthalsia-Arten sind auf die Tieflandregenwälder und die Hügel beschränkt, im Bergregenwald fehlen sie. Sie sind im Primärwald häufig, sind aber auch gut an Störungen angepasst und daher auch in älteren Sekundärwäldern und in regenerierten Wäldern häufig anzutreffen.
Einige Arten haben eine sehr enge ökologische Amplitude, so kommt etwa Korthalsia concolor nur auf ultrabasischem Gestein in Sabah (Borneo) vor.

## Systematik
Die Gattung Korthalsia wurde 1843 durch Carl Ludwig von Blume in Rumphia, sive commentationes botanicae imprimis de plantis Indiae orientalis..., Band 2, Seite 166, Tafel 130, Figur 2 aufgestellt. Der Gattungsname Korthalsia ehrt den holländischen Botaniker Pieter Willem Korthals (1807–1892).
Die Gattung Korthalsia Blume bildet alleine die Subtribus Korthalsiinae der Tribus Calameae in der Unterfamilie Calamoideae innerhalb der Familie Arecaceae. Die Monophylie der Gattung wurde nicht untersucht (Stand 2008). Die Verwandtschaft zu den anderen Subtribus ist unklar (Stand 2008).
Es gibt seit 2013 etwa 27 Arten:
- Korthalsia angustifolia Blume: Die Heimat ist Borneo.
- Korthalsia bejaudii Gagnep. ex Humbert: Die Heimat ist Kambodscha.
- Korthalsia brassii Burret: Die Heimat ist Neuguinea.
- Korthalsia celebica Becc.: Die Heimat ist Sulawesi bis Maluku.
- Korthalsia cheb Becc.: Die Heimat ist Borneo.
- Korthalsia concolor Burret: Dieser Endemit kommt nur im nördlichen Borneo vor.
- Korthalsia debilis Blume: Die Heimat ist das nordwestliche Borneo und Sumatra.
- Korthalsia echinometra Becc.: Die Heimat sind die Andamanen, die Nikobaren und das westliche Malesien.
- Korthalsia ferox Becc.: Die Heimat ist Borneo.
- Korthalsia flagellaris Miq.: Das Verbreitungsgebiet reicht von Thailand bis ins westliche Malesien.
- Korthalsia furcata Becc.: Dieser Endemit kommt nur im westlichen Borneo vor.
- Korthalsia furtadoana J.Dransf.: Dieser Endemit kommt nur in Sabah auf Borneo vor.
- Korthalsia hispida Becc.:  Die Heimat ist das westliche Malesien.
- Korthalsia jala J.Dransf.: Die Heimat ist Sabah und Sarawak auf Borneo.
- Korthalsia junghuhnii Miq.: Dieser Endemit kommt nur im westlichen Java vor.
- Korthalsia laciniosa (Griff.) Mart.: Das Verbreitungsgebiet reicht von Indochina bis zu den Philippinen.[2]
- Korthalsia lanceolata J.Dransf.: Dieser Endemit kommt nur im Bundesstaat Rerak von Malaysia vor.
- Korthalsia merrillii Becc.: Dieser Endemit kommt nur in der Provinz Palawan der Philippinen vor.
- Korthalsia minor A.J.Hend. & N.Q.Dung: Die Erstbeschreibung erfolgte 2013. Sie kommt in Laos und Vietnam vor.[2]
- Korthalsia paucijuga Becc.: Die Heimat ist Borneo und Sumatra.
- Korthalsia rigida Blume: Sie kommt von Thailändischen Halbinsel bis Palawan vor.[2]
- Korthalsia robusta Blume: Sie kommt von Sumatra bis Palawan vor.[2]
- Korthalsia rogersii Becc.: Dieser Endemit kommt nur auf den Andamanen vor.
- Korthalsia rostrata Blume: Das Verbreitungsgebiet reicht von Thailändischen Halbinsel bis ins westliche Malesien.[2]
- Korthalsia scaphigeroides Becc.: Dieser Endemit kommt nur auf der Insel Mindanao vor.[2]
- Korthalsia scortechinii Becc.: Die Heimat ist Thailand und Malaysia.
- Korthalsia tenuissima Becc.: Sie kommt nur auf der Malaiischen Halbinsel vor.[2]
- Korthalsia zippelii Blume: Sie kommt von Neuguinea bis zur Insel Manus vor.[2]

## Nutzung
Korthalsia bildet sehr harte Stecken, die lokal zu Korbwaren verarbeitet werden. Sie sind allerdings durch die großen Knotennarben und die anheftenden Blattscheiden verunziert, sodass die Arten im Rattanhandel keine Rolle spielen.